# British Market Research Bureau
British Market Research Bureau Limited (BMRB) é a agência de pesquisa de mercado mais antiga estabelecida na Grã-Bretanha. Em funcionamento desde 1933, realiza pesquisas de políticas sociais, públicas e de mídia, entre outras.